# کوه آلبرت
کوه آلبرت (به انگلیسی: Albert Peak) یک کوه در کانادا است که در بریتیش کلمبیا واقع شده‌است. کوه آلبرت ۳٬۰۴۵ متر بالاتر از سطح دریا واقع شده‌است.